# Torrendiella quintocentenaria
Torrendiella quintocentenaria är en svampart som beskrevs av R. Galán & J.T. Palmer 1993. Torrendiella quintocentenaria ingår i släktet Torrendiella och familjen Sclerotiniaceae.   Inga underarter finns listade i Catalogue of Life.